# Trichaeta dohertyi
Trichaeta dohertyi är en fjärilsart som beskrevs av Rothschild 1910. Trichaeta dohertyi ingår i släktet Trichaeta och familjen björnspinnare. Inga underarter finns listade i Catalogue of Life.